# رمنهم (باركشير)
رمنهم (بالإنجليزية: Remenham)‏ هي قرية و أبرشية مدنية تقع في المملكة المتحدة في إنجلترا. يقدر عدد سكانها بـ 547 نسمة .